# 狩矢警部シリーズ
『狩矢警部シリーズ』（かりやけいぶシリーズ）は、2005年から2015年までTBS系で放送された刑事ドラマシリーズ。全15回（+特別編）。主演は船越英一郎。
放送枠は「月曜ミステリー劇場」（第1作）、「月曜ゴールデン」（第2作 - 第15作）。

## 概要
山村美紗の推理小説に登場する京都府警捜査一課の警部、狩矢荘助を主人公としたドラマシリーズ。小説では狩矢警部は主人公を支える脇役として登場するが、本シリーズでは他の山村作品の主人公を狩矢警部に置き換え、新しいヒーローとして据えた物語となっている。ドラマでは狩矢警部は甘いもの、特に和菓子が大好物（洋菓子は苦手）で、捜査に行き詰った際には他の狩矢班の刑事たちも京都の銘菓を食べて脳を活性化させるという演出が描かれる。
2006年12月25日放送の月曜ゴールデンで、山村美紗没後10年特別サスペンスドラマとして、池上季実子主演･山村美紗原作の「京舞妓殺人事件」シリーズとのコラボ作品である「京舞妓VS狩矢警部〜乱れ傘の舞殺人事件」が放送された。また、2009年1月26日放送のシリーズ第5作「京舞妓殺人事件」と、同年2月2日放送のシリーズ第6作「燃えた花嫁」には、それぞれの原作の主人公である小菊とキャサリン・ターナーも登場している。
第11作の放送に先駆け、2012年3月にCS放送TBSチャンネルにて過去10作品がCS初放送された（特別編は第11作放送日の深夜に放送）。

## キャスト

### 狩矢家
狩矢荘助
演 - 船越英一郎
京都府警察本部刑事部捜査一課係長。階級は警部。
山村美紗の映像化された作品のほとんどに登場する架空の警察官。東京出身。大学が京都大学でそれ以来、京都に心酔している。
捜査の合間に帰宅した際、家族とのやり取りから解決の糸口を掴んで仕事に戻るのがお約束。
狩矢澄江
演 - 山村紅葉
狩矢の妻、茶道教師。
様々な京文化に詳しく、その道の専門家達とも親交がある。
狩矢和美
演 - 前田亜季
経歴：高校2年生（第1作）
→ 京都キリスト教女子大学の学生（第2作 - 第7作）
→ 京都府警察（第8作 - ）
狩矢の娘、第1作では高校2年生。第2作で京都キリスト教女子大学1年生。第3作時に20歳を迎える。
第7作で進路を警察官になることに決め、エンディングで京都府警に合格。第8作で京都府警巡査になる。
第11作冒頭で家を離れ800m離れた警察寮へ引越しする。

### 京都府警捜査一課 狩矢班
皆川悠子
演 - 雛形あきこ
刑事。階級は警部補。秋田出身。一人っ子。狩矢と同じ京都大学の後輩、京大法学部出身。
母親をひったくり事件で亡くしている（犯人は未逮捕）。
第1作時に着任。当初は狩矢に反発するも、捜査の過程で次第に認めていく。結末では狩矢信者に。
橋口健太
演 - 黄川田将也（第5作 - 第9作）、載寧龍二（第10作 - 第15作）
刑事。橋口大吾の甥。東京で仕事（銀行員）をしていたが、あることをきっかけに辞めて警察官に。
採用試験をトップで通過し、大吾の後任として着任する。皆川のことをオツボネと呼ぶ。
第5作時に着任。当初は狩矢に反発するも、捜査の過程で次第に認めていく。結末では狩矢信者に。
第9作（2010年夏）の冒頭で東京の警察大学校に半年間の研修に行く。
和美に想いを寄せているが、狩矢には交際をきつく反対されている。
菅田瑠依
演 - 小橋めぐみ（第11作 - 第15作）
経歴：京都府河原町警察署刑事課
→ 京都府警捜査一課（第11作 - ）
刑事。健太とは同期で、同じく皆川のことをオツボネと呼ぶ。
第11作時に着任。当初は狩矢に反発するも、捜査の過程で次第に認めていく。結末では狩矢信者に。
かなり我が強く、皆川や健太が手を焼くことも多い。
鶴見佑次郎
演 - 河西健司（第5作 - 第8作・第10作 - 第15作）
刑事。
神山行雄
演 - 南雲勝郎
刑事。特別編に狩矢親子以外で唯一の出演。
松沼悟志
演 - 幸世（第11作 - 第15作）
刑事。

### 元狩矢班のメンバー
橋口大吾
演 - 石田太郎（第1作 - 第5作）
刑事。階級は警部補。第5作で定年退職。最後の日も現場へ出向いた。
滝島信也
演 - 榊英雄（第1作・第3作・第4作）
刑事。階級は巡査部長。3兄弟の末っ子。第3作時には和美と交際している。年の差は10歳。和美から「タッキー」と呼ばれている。
佐野孝彦
演 - 植栗芳樹（第1作）
刑事。
若松豪
演 - 松永博史（第2作）
刑事。
根津力也
演 - 吉田智則（第5作 - 第7作・第10作）
刑事。
北島裕成
演 - 笠兼三（第8作）
刑事。
梶谷三郎
演 - 草川祐馬（第9作）
刑事。階級は巡査部長。橋口の補充として着任。
春田浩
演 - 古原靖久（第9作）
刑事。階級は巡査。橋口の補充として着任。
福田隆一
演 - 松井幸世（現：幸世）（第9作）
刑事。

### 京都府警察本部
山根大介
演 - 山口竜央（第3作・第7作 - 第15作）
鑑識課員。
小岩井博光
演 - 浅野和之（第5作 - 第15作）
捜査一課長。退職した佐久間朗の後任。事件の真相よりも、体裁や波風が立たずに収まることを第一に考える事なかれ主義者。
自分の意にそぐわない狩矢班を苦々しく思っており、監視役として健太や菅田を送り込むも失敗に終わっている。

### その他
佐久間朗
演 - 渋谷天外
経歴：京都府警捜査一課 課長（第1作 - 第4作）
→ 屋台のおでん屋（第5作 - ）
長年の夢（日本一の京風おでん屋になる）を叶えるため退職。

### 特別出演
小菊
演 - 前田愛（特別編）、大塚千弘（第5作・第6作）
舞妓。「祇園舞妓・小菊シリーズ」の主人公。狩矢荘助の顔馴染み。
キャサリン・ターナー
演 - 勝野雅奈恵（第5作・第6作）
アメリカ副大統領の娘。「キャサリンシリーズ」の主人公。第5作のエピローグで狩矢家にホームステイするためやってくる。

### ゲスト
第1作「京都華道家元殺人事件」（2005年）
- 華形春香（昭一と亜希子の娘・狩矢和美の同級生） - 柊瑠美
- 華形朋美（真梨子の娘） - 倉沢桃子
- 華形昭一（幹三郎の長男） - 大橋吾郎
- 華形卓二（幹三郎の次男） - 松永博史
- 華形藤子（卓二の妻・華道家） - 大家由祐子
- 華形真梨子（幹三郎の長女・春香の叔母） - 石井苗子
- 加藤俊一 - 上杉祥三
- 本庄時江 - 井上紀子
- 華形幹三郎（華道家元） - 西沢利明
- 本庄明正（ジャーナリスト） - 春田純一
- 華形亜希子 - 藤真利子

第2作「京都弓道殺人事件」（2006年）
- 坪井絵梨（大学の助教授） - 遊井亮子
- 高橋亮（まゆみと絵梨の友人・石橋農園 従業員） - 東根作寿英
- 佐藤佳代 - 浅利香津代
- 伊藤正史（病院医師） - 安藤一夫
- 柴田誠 - 冨田翔
- 長谷川宏（絵梨の婚約者・社長） - 湯江健幸
- 石橋京子（石橋の妻） - 三島ゆり子
- 佐々木和夫（大学の学部長） - エド山口
- 審査員 - 八波一起
- 横塚 - AKIRA
- 石橋耕太郎（石橋農園 主人） - 長門裕之
- 高橋（亮の父） - 藤沢徹衛
- 宮本まゆみ（大学の講師） - 中山忍
- 坂入よし江（大学の学長） - 島田楊子

特別編「京舞妓VS狩矢警部〜乱れ傘の舞殺人事件」（2006年）
- 柳坂雪乃（老舗旅館「畑中」若女将） - 池上季実子
- 柏木光太郎（扇屋「京扇堂」若旦那） - 宅麻伸
- 児玉千次（老舗旅館「畑中」番頭） - 小野武彦
- 柏木昌子（光太郎の母） - 銀粉蝶
- 笠木雅巳（日本画家） - 橋爪淳
- 藤枝志保（藤枝流 五代目家元） - 愛華みれ
- 藤枝武（志保の夫） - 小木茂光
- 菊春（芸妓） - 今村恵子
- 藤枝友美（置屋「菊の屋」女将） - 辻沢杏子
- 玉菊（舞妓） - 竹中絵里
- 菊奴 - 山本亜希子
- 一菊（芸妓） - 坪井木の実
- 菅田美也子（老舗旅館「畑中」仲居頭） - 安岡真智子
- 藤枝 - 峰蘭太郎
- 野口（医師） - 浅田祐二

第3作「京都茶道三姉妹殺人事件」（2007年）
- 伊集院吹雪（伊集院の次女・club「ふぶき」ママ・元舞台女優） - 遠野凪子（幼少期：吉田瑞優）
- 伊集院なず菜（伊集院の三女・岡崎医科大学 分子細胞情報学研究室 助教授） - 馬渕英俚可（幼少期：久保有彩佳）
- 武田和馬（椿の一番弟子） - 福井博章
- 伊集院利一（伊集院の長男・三姉妹の異母兄弟・茶道「伊集院流」次期家元） - 杉浦太陽
- 本田浩二（club「ふぶき」の客） - 沼田爆
- BAR「黄テント」マスター - 深沢敦
- 木戸真砂子（なず菜の助手） - 真由子
- 吉田（冒頭の逃走犯） - 浪花勇二
- 坂井（後援会） - 峰蘭太郎
- 小野茂男（26年前 狩矢荘助が刑事になって初めての事件被害者） - 浜田隆広
- ブティック店員 - 山本道俊
- 伊集院美智子（伊集院の前妻・三姉妹の母・28年前死亡） - 井上紀子
- 京都府警察 警部（26年前の狩矢荘助の上司） - 木谷邦臣
- 京都府警察 刑事（26年前の狩矢荘助の先輩） - 細川純一
- 伊集院信子（伊集院の後妻・利一の母） - 竹井みどり
- 高木四郎（伊集院流 後援会会長） - 西田健
- 伊集院椿（伊集院の長女・伊集院流の先生・狩矢澄江の師匠） - 伊藤かずえ（幼少期：田川恵莉菜）

第4作「京都阿修羅王殺人事件」（2008年）
- 郷田龍一（京都伝統工芸学園 竹工芸科の学生・元ラガーマン・狩矢和美の初恋の先輩） - 渡辺大
- 浅見奏子（京都伝統工芸学園 竹工芸科の学生・「京都伝統工芸学園 女子寮」の入居者・狩矢和美の親友） - 大和田美帆
- 相良涼子（京都伝統工芸学園 仏像彫刻科の学生・奏子と女子寮で同室） - 金子さやか
- 久本（京都伝統工芸学園 警備員） - 藤岡太郎
- 由美子（「親子の竹工芸教室」の生徒） - 藤井玲奈
- 中里（京西大学 自然科学研究室の教授） - 森朝子
- 福本清三（時代劇役者） - 福本清三（本人役）
- 冒頭のスリ - 奥深山新
- 京都府警察 刑事 - 内藤和也、下元佳好、藤沢徹衛
- 大阪のチンピラ - 本山力
- 社会福祉法人 大阪愛慈会「ひなぎく養護学園」職員 - 大林菜穂子
- 大阪の組員 - 白井滋郎
- 谷本金之助（克子の父・元京都府議会議員・故人） - 峰蘭太郎（ノンクレジット）
- 谷本洋一郎（克子の夫・婿養子） - 中西良太
- 谷本克子（京都伝統工芸学園 事務総長） - 栗田よう子
- 南照美（京都伝統工芸学園 校長） - 姿晴香
- 渡辺結（京都伝統工芸学園 竹工芸科の講師・照美の1番弟子） - 涼風真世

第5作「京舞妓殺人事件」（2009年）
- 大和田幸造（進政党衆議院議員） - 津田寛治
- 泉正春（新京都観光 社長） - 白井晃
- 豆花（置屋「菊島屋」芸妓） - 仲村瑠璃亜
- 梅千代（置屋「菊島屋」舞妓） - 松本若菜
- 市加代（置屋「菊島屋」芸妓） - 岩間沙織
- 二宮守（冒頭の爆弾魔） - 櫻井章喜
- 友美（置屋「菊島屋」女将） - 市田ひろみ
- 桃山英良（茶道「桃山流」家元） - 市川春猿
- 田原雄一郎（日進化繊 社長） - 三浦浩一
- 菊乃（置屋「菊島屋」芸妓） - 有森也実

第6作「燃えた花嫁」（2009年）
- 多岐村みどり（女優・田原の愛人） - 小嶺麗奈
- 水木理沙子（モデル・田原の愛人） - 美元
- 服部めぐみ（日進化繊 秘書） - 浅川稚広
- 近藤夏乃（モデル） - 宮光真理子
- 姫木加奈（モデル） - 西田早希
- 監督 - 剛州
- 橋爪大輔（呉服屋） - 山口竜央
- 村松の隣人 - まつむら眞弓
- 村松博也（ジャーナリスト・狩矢荘助の知り合い） - 山田辰夫
- 中島千花（東西繊維 デザイナー・田原雄一郎の元妻） - 古村比呂
- 田原雄一郎（日進化繊 社長） - 三浦浩一
- 石野マリ子（日進化繊 デザイナー） - 高橋かおり（幼少期：後藤凪彩）

第7作「小野小町殺人事件」（2009年）
- 小川麻知子（深作の婚約者・栗山工房 従業員） - 高野志穂
- 伊吹陽一郎（京北大学 美術史学科 伊吹研究室 教授） - 今井朋彦
- 戸田冴子（白川製作所 研究員） - 久世星佳
- 深作将治（画家・1年前 傷害事件を起こし狩矢荘助に逮捕され京都刑務所に服役 → 出所後殺害） - 佐々木崇雄
- 立木雅人（立木グループ 会長） - 加藤大祐
- 伊吹幸枝（伊吹の妻） - 園英子
- 住職 - 窪田弘和
- 置屋女将 - 前川恵美子
- 柏木産婦人科 医師 - 鈴川法子
- 松本（伊吹の助手） - 内藤和也
- 麻知子の以前住んでいたアパート住人 - 大林菜穂子
- 立木グループ 秘書 - 平井三智栄
- 「紀野高光教授 佐竹本・三十六歌仙絵巻の悲劇 出版記念パーティー」司会者 - 武村陽子
- 根本吉太郎（根本骨董 店主） - 西田健
- 紀野高光（京北大学 教授） - 勝野洋

第8作「京都西大路通り殺人事件」（2010年）
- 蔵原歌乃（人形師・椿四姉妹の一人） - 筒井真理子
- 田中詠理（雑誌記者） - 浅見れいな
- 鈴木敬子（陶芸家・椿四姉妹の一人） - 大沢逸美
- 乃村千代子（京料理「朱雀」オーナーシェフ・椿四姉妹の一人） - 原久美子
- 黒崎京介（朱雀の板前） - 新納敏正
- クラブのママ - 紅萬子
- 川添弘二（美奈子の夫・和菓子屋） - 飯田裕久
- 田中宗兵衛（美奈子の父） - 峰蘭太郎
- 川添美奈子 - 鈴川法子
- 森井 - 柴田善行
- 山田沙希（和菓子「東雲堂」社長・椿四姉妹の一人） - 高橋ひとみ

第9作「坂本龍馬殺人事件」（2010年）
- 才谷良雄（弁護士） - 橋爪淳
- 西片一郎（洛栄法律事務所の代表） - 螢雪次朗
- 岡田陽一（弁護士） - 反田孝幸
- 朝倉真紀（クラブ「夜会」雇われママ） - 魏涼子
- 遠藤美津子（研究所の所長） - 山下容莉枝
- 上野（釣具店主人） - 谷口高史
- 増山（釣り人） - 棚橋ナッツ
- 春田浩（刑事） - 八戸亮
- 木島（ガソリンスタンド店員） - 辻谷嘉真
- 五十嵐辰巳（京都府警察 刑事部長） - 峰蘭太郎
- 井筒（琵琶湖中央警察署 刑事） - 本山力
- 丸山和夫（元研究員） - 奥深山新
- 南信彦（京阪フーズ 会長） - 神山繁
- 薬師寺小夜（弁護士） - 安達祐実（幼少期：北村実優 / 中高生：鍋本帆乃香）

第10作「千利休・謎の殺人事件」（2011年）
- 緒方登（俳優） - 津田寛治
- 大橋明（俳優） - 天宮良
- 安土雅也（俳優・安土英良の後継者） - 冨家規政
- 坂井利樹（茶人） - 渋江譲二
- 野村朱美（女優） - 宮本真希
- 細川梨花（女優・雅也の恋人） - 中原果南
- 紺野真弓（弟子） - かでなれおん
- 後藤俊二（プロデューサー） - 中西良太
- 谷村康志（監督） - 上杉祥三
- 安土英良（茶道家元） - 西田健
- 中田和夫（弟子） - 藤岡太郎
- 徳山次郎 - 山田永二
- 花村麻耶（茶道の師範） - 床嶋佳子

第11作「京都舞踊襲名殺人事件」（2012年）
- 桜木美麗（麗峰と先妻の娘・桜木流の次期家元候補） - 山崎直子
- 桜木麗洋（麗峰の弟・桜木流の次期家元候補） - 大石吾朗
- 桜木秀麗（麗峰と麗花の長男・桜木流の次期家元候補） - 辻本伸太郎
- 捧彩見（宝山歌劇団の女優） - 遼河はるひ
- 宮脇光太郎（京扇子「宮脇」若旦那・美麗の元恋人） - 山中聡
- 片岡秀三郎（歌舞伎役者） - 木村靖司
- 桜木麗花（麗峰の後妻・元芸妓） - 毬谷友子
- 桜木麗峰（桜木流 家元・舞踊家） - 林与一

第12作「京都香道殺人事件」（2012年）
- 若林頼政（美湖の息子・京都府議会議員） - 内田朝陽（少年期：竹内拓大）
- 沖麗子（女優） - 映美くらら（幼少期：濱田帆乃果）
- 北川由美（女優） - 遠野なぎこ
- 温水貴和子（香道「若林流」高弟） - 麻乃佳世
- 藤乃（芸妓） - 松下恵
- 矢村真由子（小説家） - 比企理恵
- 土居（プロデューサー） - 青山勝
- 菊池（マネージャー） - 伊東孝明
- 上田和正（衆議院議員） - 谷口高史
- 若林耕造（美湖の夫・故人） - 柴田善行
- 大河内信行（大学教授） - 藤沢徹衛
- 山野辺雪（歌人） - まつむら眞弓
- 本間良一郎（与党幹事長） - 笹木俊志
- 小桃（舞妓） - 福井美都
- 小川弘幸（バス運転手・故人） - 山根誠示
- 浦川義雄 - 曽我廼家文童
- 若林美湖（香道「若林流」家元） - 中田喜子

第13作「京都人形浄瑠璃殺人事件」（2014年）
- 姉小路純一（京都在住のミステリー作家・平野総合病院 元研修医） - 池内万作
- 清水秋夫（人形遣い・平野総合病院 元事務長） - 合田雅吏
- 玉菊（芸姑） - 真瀬樹里
- 谷沢由紀子（平野総合病院 元看護師・河原の元恋人・現在行方不明） - 大家由祐子（幼少期：花田鼓）
- 平野徳治（平野総合病院 院長） - 井上純一
- 初代（祇園の芸妓） - 佐伯花恵
- 油谷勘平（人形遣い） - 黒部進
- 河原朝夫（平野総合病院 元医師・2年前自殺） - 下元佳好
- 平野総合病院 スタッフ - 加藤重樹
- 平野総合病院 証言する看護師 - 七海薫子
- 平野総合病院 看護師 - 島居香奈
- 置屋「玉乃屋」女将 - 湖条千秋
- 京華の養父 - 床尾賢一
- 岸田京華（女義太夫・狩矢荘助の大学の後輩・本名「真紀子」） - 国生さゆり（少女期：宮島実結）

第14作「京都ベリーダンス殺人事件」（2014年）
- 水口麗奈（ベリーダンサー） - 藤澤恵麻
- 雪乃（置屋「季の屋」芸妓） - 尾上紫
- 秋華（置屋「季の屋」芸妓・慶二郎の元恋人） - 長谷川かずき
- 柘植真紀子（日本画家） - 眞継玉青
- 加藤光太郎（歌舞伎役者） - 隆大介
- 山本慶二郎（歌舞伎役者・麗奈と雪乃のストーカー） - 渋谷哲平
- 小夏（置屋「季の屋」舞妓） - 小倉百代
- 水口真之（麗奈の養父・10年前刺殺） - 草野とおる
- 小春（置屋「季の屋」舞妓） - 福井美都
- 水口真太郎（真之の父・水口酒造 元社長・30年前溺死） - 伊庭剛
- 美鈴（置屋「鈴乃屋」女将・麗奈を祇園に誘った人） - 鈴川法子
- 慶二郎のマンション管理人 - 佐渡山順久
- 季美子（置屋「季の屋」女将） - 大島さと子
- 寺嶋将吾（寺嶋酒造 会長） - 寺田農

第15作「京都タペストリー殺人事件」（2015年）
- 三戸陽子（タペストリー作家） - 原田夏希（幼少期：中川江奈）
- 梶美也子（京友禅作家） - 青山倫子（幼少期：野田和佑）
- 大平登（映画監督） - 梶原善
- 倉元浩市（衆議院議員・丈太郎の元秘書） - 井田國彦
- 鈴木春海（置屋「鈴ノ屋」女将） - 宮田圭子
- 梶丈太郎（美也子の父・元衆議院議員・7年前死亡） - 正城慎太郎
- 竜花（陽子の母・長崎丸山芸者・7年前死亡） - 園英子
- 桔梗（置屋「花ノ屋」元芸妓・7年前死亡） - 松島紫代（幼少期：西本珀 / 舞妓時代：松下りおん）
- 小桃（舞妓） - 小林茉利江
- 小梅（舞妓） - 橘ゆい
- 倉元の秘書 - 三谷昌登
- プロデューサー - 床尾賢一
- 映画スタッフ - 山根誠示
- 鈴乃（置屋「鈴ノ屋」芸妓） - 杉本彩
- 京花（置屋「花ノ屋」芸妓） - 小林綾子（舞妓時代：二宮星）

## スタッフ
- 原作 - 山村美紗
- 企画 - 三城真一（TBS / 第2作）
- 脚本 - 深沢正樹（第1作・第5作・第6作・第10作 - ）、瀧川晃代（第2作・特別編・第3作）、波多野都（第4作・第8作）、清本由紀 （第7作・第8作）、安井国穂（第9作）
- 音楽 - 遠藤浩二、吉川清之（特別編）
- 監督 - 藤岡浩二郎（第1作 - 第5作・第7作・第8作・第10作 - ）、猪原達三（第6作）、橋本一（第9作）、関本郁夫（特別編）
- 編成担当 - 三城真一（第3作）、竹中優介（第4作 - 第6作）、十二竜也（第7作）、福田健太郎（第8作）、永山由紀子（第8作 - 第13作・第15作）、吉本香苗（第14作）
- 現プロデューサー - 金丸哲也（東映）、進藤盛延（東映）
- 旧プロデューサー - 横塚孝弘（東映）
- 特別編プロデューサー - 小野川隆（東映）
- 製作 - TBS、東映

## 放送日程
- 第5作と第6作は、山村美紗十三回忌特別企画。

| 話数   | 放送日         | サブタイトル                                                              | 原作                                                                      | 脚本              | 監督       | 視聴率 |
| ------ | -------------- | ------------------------------------------------------------------------- | ------------------------------------------------------------------------- | ----------------- | ---------- | ------ |
| 1      | 2005年10月24日 | 京都華道家元殺人事件                                                      | 「水仙の花言葉は死」 （「京都殺人地図」所収）                             | 深沢正樹          | 藤岡浩二郎 |        |
| 2      | 2006年05月01日 | 京都弓道殺人事件                                                          | 「聰明な殺意」 （「三十三間堂の矢殺人事件」所収）                         | 瀧川晃代          | 藤岡浩二郎 |        |
| 特別編 | 12月25日       | 山村美紗没後10年特別サスペンスドラマ 京舞妓VS狩矢警部〜乱れ傘の舞殺人事件 | 山村美紗没後10年特別サスペンスドラマ 京舞妓VS狩矢警部〜乱れ傘の舞殺人事件 | 瀧川晃代          | 関本郁夫   |        |
| 3      | 2007年07月09日 | 京都茶道三姉妹殺人事件                                                    | 「夜の不死蝶」 （「華やかな密室」所収）                                   | 瀧川晃代          | 藤岡浩二郎 |        |
| 4      | 2008年04月14日 | 京都阿修羅王殺人事件                                                      |                                                                           | 波多野都          | 藤岡浩二郎 | 13.6%  |
| 5      | 2009年01月26日 | 京舞妓殺人事件                                                            | 「京舞妓殺人事件」                                                        | 深沢正樹          | 藤岡浩二郎 | 15.8%  |
| 6      | 2月02日        | 燃えた花嫁                                                                | 「燃えた花嫁」                                                            | 深沢正樹          | 猪原達三   | 14.1%  |
| 7      | 11月02日       | 小野小町殺人事件                                                          | 「小野小町殺人事件」                                                      | 清本由紀          | 藤岡浩二郎 | 14.1%  |
| 8      | 2010年05月17日 | 京都西大路通り殺人事件                                                    | 「京都西大路通り殺人事件」                                                | 波多野都 清本由紀 | 藤岡浩二郎 | 12.8%  |
| 9      | 11月15日       | 坂本龍馬殺人事件                                                          | 「坂本龍馬殺人事件」                                                      | 安井国穂          | 橋本一     | 12.4%  |
| 10     | 2011年07月04日 | 千利休・謎の殺人事件                                                      | 「千利休・謎の殺人事件」                                                  | 深沢正樹          | 藤岡浩二郎 | 12.5%  |
| 11     | 2012年03月19日 | 京都舞踊襲名殺人事件                                                      | 「京都鞍馬殺人事件」                                                      | 深沢正樹          | 藤岡浩二郎 | 13.2%  |
| 12     | 11月19日       | 京都香道殺人事件                                                          | 「華やかな殺意」 （「京都の祭に人が死ぬ」所収）                           | 深沢正樹          | 藤岡浩二郎 |        |
| 13     | 2014年03月03日 | 京都人形浄瑠璃殺人事件                                                    | 「恋人形殺人事件」                                                        | 深沢正樹          | 藤岡浩二郎 | 10.5%  |
| 14     | 12月22日       | 京都ベリーダンス殺人事件                                                  | 「華麗なる復讐」                                                          | 深沢正樹          | 藤岡浩二郎 | 8.4%   |
| 15     | 2015年12月07日 | 京都タペストリー殺人事件                                                  |                                                                           | 深沢正樹          | 藤岡浩二郎 |        |

- 視聴率はビデオリサーチ調べ、関東地区・世帯